# Fuuraiki 3
A Fuuraiki 3 (風雨来記3) visual novel-kalandjáték, melyet a FOG Inc. fejlesztett és a Nippon Ichi Software jelentetett meg. A játék 2013. május 31-én jelent meg Microsoft Windowsra, illetve 2015. február 19-én PlayStation Vitára, kizárólag Japánban.
A Fuuraiki 3 a Fuuraiki sorozat harmadik tagja, mely a második játék okinavai helyszíne után visszatér az első cím hokkaidói környezetéhez, azonban attól eltérően immár a teljes sziget bejárható.

## Játékmenet
A játékos egy kezdő riport szerepét veszi fel, aki Hokkaidó szigetének több mint 100 területét járhatja be, hogy anyagot gyűjtsön a cikkeihez, miközben fényképeket is készíthet. A főhősnek minden nap végén cikket kell írnia a meglátogatott helyszínekről, hogy négy hét után megnyerhessen egy kezdőknek szóló versenyt.
A Fuurariki 3 játékmenete három különálló szegmensre bontható le. A túrázás során a játékosok egy motorkerékpár segítségével bejárhatják Hokkaidót. A képernyő jobb alsó sarkában szerepel egy állóképesség-mérő, amire a játékosnak figyelnie kell, ha nem akarja idő előtt befejezni az adott napot. Az utazás során a játékosok szabadon választhatják meg, hogy melyik utat járják be. A kalandozás során a játékosoknak meg kell vizsgálniuk Hokkaidó népszerű és kevésbé ismert látványosságait, miközben beszélgethetnek a helyi lakosokkal, a turistákkal és a játék főbb szereplőivel, illetve fényképeket is készíthetnek a cikkekhez. A kempingmódban a játékosoknak menüválasztások által vezérélt módon cikkeket kell írniuk, melyekhez két fényképet is csatolhatnak a közzététel előtt. Miután a cikk felkerült az internetre, a játékos elolvashatja, hogy mit gondolnak arról a látogatók, mellyel információt szerezhet a verseny megnyeréséhez. A kempingezés során a főhős más túrázókkal is beszélgethet és bulizhat.

## Szereplők
Szakaki Csihiro (榊千尋; Hepburn: Chihiro Sakaki)
A játék főhőse. Kezdő riporter, aki egy a középiskolás évei alatt olvasott cikk hatására elhatározza, hogy útnak indul és elkészíti a tökéletes fényképet.
Aizava Nagisza (逢沢なぎざ; Hepburn: Nagisa Aizawa)
Szinkronhangja: Ajasze Juri  (japán)
A játék egyik főbb szereplője, akivel Szakaki egy kompon ismerkedik meg. Aizava vidám természetű, a főszereplővel hasonló értékeket lát az utazásban. Tervei szerint az 1300cm3-es motorján Hokkaidó legdélibb pontjáról legészakibb csúcsára akar eljutni.
Mizusina Szajo (水科小夜; Hepburn: Sayo Mizushina)
Szinkronhangja: Csiroru Mirai  (japán)
A játék egyik főbb szereplője, akivel Szakaki egy tó partján ismerkedik meg. A zenedoboza által játszott számról akar többet megtudni, így gyermekkori fényképek segítségével körbeutazza Hokkaidót. Mivel rendkívül visszahúzódó, ezért Szakaki úgy dönt, hogy segít neki.
Tomura Izumi (富村泉; Hepburn: Izumi Tomura)
Szinkronhangja: Jokó Megumi  (japán)
A játék egyik főbb szereplője, akivel Szakaki egy melegforrásnál ismerkedik meg. Hobbija a melegforrások bejárása, így rendkívül részletesen el tudja magyarázni, hogy melyikben érdemes fürdőzni.
Jukisiro Akira (雪代明里; Hepburn: Akira Yukishiro)
Szinkronhangja: Júki Mio  (japán)
Kizárólag a PlayStation Vita-kiadásban megjelenő főbb szereplő, akivel Szakaki Siribesiben ismerkedik meg. Szeret tájképeket festeni, amiért akár 4–5 órát is hajlandó utazni.

## Megjelenés
A 2013. május 31-én megjelent Microsoft Windows-verzió a FOG kiadásában jelent meg, azonban 2015. február 19-én megjelent PlayStation Vita-átiratot már a Nippon Ichi Software jelentette meg. A FOG 2013. április 26-án Fuuraiki 3 Prelude (風雨来記3 prelude) címmel megjelentetett egy lemezes előzetes verziót is, melyben a játék első három napja és egy előzményszál játszható, illetve háttérképeket és panorámafotókat is tartalmaz. A prológus a kézikonzolos kiadásba is bekerült, „nulladik epizód” (エピソード・ゼロ) címmel. A FOG Fuuraiki 3: Cuika Spot Data (風雨来記3 追加スポットデータ) címmel egy kiegészítőt is megjelentetett, mely 37 új helyszínt ad az alapjátékhoz. A PlayStation Vita-kiadás megjelenésével az összes szerzői kiadásban kiadott Windows-verzió terjesztését felfüggesztették.
A kézikonzolos kiadásban számos hibajavítást eszközöltek, illetve a nulladik epizód mellett egy új fejezetet is tartalmaz, melynek teljesen új főhőse van. Az új fejezet télen játszódik, így a sorozatba először került téli helyszín. A PlayStation Vita-kiadásban nem szerepel a kiegészítő lemez összes helyszíne, viszont a játék előrendelői egy a játék háttérzenéiből összeállított válogatáslemezt is kaptak.
A FOG Fuuraiki 3: Complete Official Works (風雨来記3攻略集【Complete Official Works】) címmel egy digitális kalauzt is megjelentetett, azonban csak 2016 júliusáig árusították.
Ez volt az utolsó játék, melyen a 2016 februárjában elhunyt Szószei Norijuki, a FOG egykori elnöke dolgozott.

## Fogadtatás
A Famicú japán szaklap írói 7/10, 7/10, 8/10 és 7/10 pontszámmal, 29/40-es összpontszámmal értékelték a játék PlayStation Vita-kiadását.